# Zollernia grandifolia
Zollernia grandifolia är en ärtväxtart som beskrevs av Robert Walter Schery. Zollernia grandifolia ingår i släktet Zollernia och familjen ärtväxter. Inga underarter finns listade i Catalogue of Life.